# コミックギャング
『コミックギャング』は双葉社が発行していた日本の月刊青年漫画雑誌。1976年に創刊し、1978年に隔週刊誌『漫画ギャング』に移行した。

## 概要
『漫画アクション』の作家などを中心にギャグとシリアスとエロスの入り混じった作品を掲載していた。
創刊時のキャッチコピーは「新劇画誌クレィジイに誕生！！」。
表紙は中川邦夫の前歯が1本抜けたコミカルな男性キャラクターのイラストだったがのちにどおくまんなどのキャラクターに変わった。

## 掲載していた作者
- どおくまん 「京都札の辻下宿」
- 岩本久則 「モワイ砦に陽が落ちて……」、「品川宿九番館」
- 草原タカオ 「アニマル動物図鑑」
- 笠太郎 「蒲田天和」
- 高信太郎 「脱出」、「テレパシイ」、「仰天百科」、 「疑うことなかれ」、「大日本呑気漫画」
- 宮谷一彦 「肉弾激飢餓」
- 玄太郎 「赤色妖夢画劇」
- かわぐちかいじ 「0の壁」、「水すまし源五郎」
- 石原はるひこ 「剣星宮本武蔵」、「青春悶々族」
- 砂川しげひさ 「ナンデモツブ氏」
- もとのりゆき 「歴史暴力絵巻」
- モンキーパンチ 「虚人烈伝」、「ナポレオン」、「あっかん兵衛」
- 間宮青児 「白昼夢のしたたり」
- 山上たつひこ 「犯されちゃん」、「恥ずかし探検隊」
- 二階堂正宏 「チンチン戦線」、「アイアムソルジャー」
- あべこうじ 「ササパット」、「おまかせ」、「新婚ちゃん」、「おまかせスーコ」、「目次ナンセンス」
- 中野ゆう 「可愛い女」
- 福山庸治 「私鉄前線」、「ザ・おかっぴき」
- 佐多みさき 「十二色のメルヘン」、「牙の時代」（原作：小松左京）
- 切明畑光乗 「われソドムより去らん」、「最後の狩猟」
- みなもと太郎 「包茎でもOK」、「グレードアップ劇場」
- 吾妻ひでお 「新年コト初め」、「プランコくん」、「どろろん忍者」
- 谷岡ヤスジ 「新連載」
- 松森正 「グランギニョル劇場」
- 鈴木漁生 「修羅街挽歌」
- 御厨さと美　「デコン・ポーザー」